# Mai-Otome
Mai-Otome (舞-乙HiME) là một anime do hãng Sunrise sản xuất, thường được xem là phần 2 của Mai-HiME, tuy có nhiều điểm giống nhau nhưng có cốt truyện thay đổi hoàn toàn. Phiên bản tiếng Anh có tên "My-Otome" cũng được hãng Bandai Entertainment phát hành tại thị trường Bắc Mỹ.

## Nội dung
Trên hành tinh Earl này, sức mạnh quân sự của các quốc gia phụ thuộc vào bao nhiêu Otome mà họ có, và sức mạnh của mỗi Otome này. Những Otome là những nữ chiến binh sử dụng phép thuật, sẽ phục vụ cho người đứng đầu vương quốc. Otome có một GEM (Generable Enigmatic Matrix) đeo như bông tai bên trái, còn chủ nhân của Otome sẽ có một GEM tương tự trên một chiếc nhẫn. Sức mạnh của những Otome chỉ được giải phóng khi chủ nhân cho phép; ngoại trừ "Five Columns" (5 trụ cột) - là những Otome mạnh nhất, họ không cần chủ nhân và phục vụ cho học viện Garderobe, hoạt động như một lực lượng bảo vệ luật pháp và giúp đỡ những Otome khác. Sức mạnh của Otome sẽ mất nếu họ mất đi sự trong trắng, và các Otome sẽ phải về hưu sớm nếu muốn đi lấy chồng. Và nếu Otome bị thua, chủ nhân của cô ta cũng sẽ chết.
Otome khi đang còn đi học sẽ gọi là Coral Otome, lên lớp thành Pearl Otome, sau khi ra trường được gọi là Meister Otome, và sẽ về lại quốc gia của mình để phục vụ. Các Otome không chỉ có được quyền lực và danh vọng, mà còn là những thần tượng được cả thế giới hâm mộ.
Arika, biệt danh "con kiến" (vì có 2 bím tóc trông như càng con kiến), là một cô gái nhà quê lần đầu tiên lên thành phố. Khi cô đến Windbloom và chứng kiến Shizuru, một Meister Otome rất ngầu, đang trổ tài để bảo vệ vương quốc, Arika quyết định rằng ước mơ của cô là sẽ trở thành một Otome! Cô gặp Nina, và sau đó là nữ hoàng Mashiro, và được vào học tại học viện Garderobe, nơi duy nhất đào tạo Otome trên thế giới. Arika dần đạt được ước mơ của mình và trở thành Otome của nữ hoàng nhỏ tuổi Mashiro của vương quốc Windbloom. Tuy nhiên tình bạn giữa Akira và Nina cũng dần tan vỡ, và họ trở thành địch thủ khi chiến tranh diễn ra.
Giống như Mai-HiME, tựa đề của Mai-Otome là một cách chơi chữ. Mai-乙HiME: chữ 乙 là Zwei (tiếng Đức có nghĩa là 2), như vậy có thể hiểu là "Mai-HiME 2". Nhưng chữ 乙 khi đi với "Hime" (姫) tạo thành 乙女 đọc là Otome, "thiếu nữ". Chữ "Mai" khi dịch sang tiếng Anh được chuyển thành "My", tương tự Mai-HiME.

## Nhân vật

### Otome

Các nhân vật chính: Trên là Natsuki và Shizuru.
Dưới từ trái sang: Mashiro (và mèo Mikoto), Arika, Nina.

#### Arika
- Tên: Yumemiya Arika
- Seiyuu: Kikuchi Mika
- Tuổi: 14
- Màu tóc: Nâu
- GEM: Blue Sky Sapphire
- Robe: Xanh
- Vũ khí: Thương
- Thứ bậc: Coral Otome
- Chủ nhân: Mashiro
- Tiểu sử: là nhân vật chính trong phim, có ước mơ là trở thành 1 Otome tuyệt vời. Với tính cách hồn nhiên, trong sáng, sẵn sàng hi sinh vì bạn bè. Cô thường sống theo chủ nghĩa mà Bà của cô hay nói, nhưng trong phim không thấy đề cập đến Bà của Arika.

#### Nina
- Tên: Nina Wang
- Seiyuu: Koshimizu Ami
- Tuổi: 14
- Màu tóc: Xanh đen
- GEM: Ultimate Black Diamond / Neptune Emerald
- Robe: Đen
- Vũ khí: Kiếm / Đinh ba
- Thứ bậc: Coral Otome
- Chủ nhân: Nagi / Mashiro
- Tiểu sử: Là một trong 3 nhân vật chính của anime, Nina là một trong những Coral Otome xuất sắc và có triển vọng nhất của học viện Garderobe. Cô đến từ nước Artai, một quốc gia nghèo và hiện tại không có Otome nào bảo vệ. Nina quyết tâm trở thành một Otome giỏi để làm vui lòng Sergay, cha nuôi của mình. (Trong lúc hầu hết các nhân vật của Mai-HiME đều xuất hiện ít hoặc nhiều trong Mai-Otome, 1 nhân vật có ngoại hình khá giống Nina cũng đã xuất hiện trong Mai-HiME nhưng nhân vật này quá nhỏ nên không ai để ý, xuất hiện ở episode 2, khi Mai bước xuống chỗ ngồi thì có 1 nhân vật giống Nina nhìn theo).

#### Natsuki
- Tên: Natsuki Kruger
- Seiyuu: Chiba Saeko
- Tuổi: 17
- Màu tóc: Xanh
- GEM: Ice Silver Crystal
- Robe: Xám bạc
- Vũ khí: Súng cannon
- Thứ bậc: "Five Columns"
- Chức vụ: Hiệu trưởng học viện Garderobe
- Chủ nhân: Fumi
- Tiểu sử: Natsuki là một trong "Five Columns" của học viện Garderobe, kiêm đương kiêm hiệu trưởng. Cô là bạn học thời xưa của Mai, và là người yêu của Shizuru. Natsuki thường xuyên làm việc và hội họp cùng các lãnh đạo các quốc gia trên hành tinh Earl, cũng như điều hành học viện.

#### Shizuru
- Tên: Shizuru Viola
- Seiyuu: Shindou Naomi
- Tuổi: 18
- Màu tóc: Nâu vàng
- GEM: Charming Amethyst
- Robe: Tím
- Vũ khí: Naginata 2 lưỡi
- Thứ bậc: "Five Columns"
- Chức vụ: Pha trà cho Natsuki
- Chủ nhân: Fumi
- Tiểu sử: Shizuru là một trong "Five Columns" của học viện Garderobe. Cô đặc biệt luôn đi theo giúp đỡ viện trưởng Natsuki. Cũng như trong Mai-HiME, Shizuru và Natsuki là một cặp yuri, và hình như cả hành tinh đều biết điều này. Shizuru thường xuyên đùa bỡn với các cô gái khác để chọc tức Natsuki.

#### Haruka
- Tên: Haruka Armitage
- Seiyuu: Yuzuki Ryōka
- Tuổi: 17
- Màu tóc: Vàng
- GEM: Continental Orb Topaz
- Robe: Vàng
- Vũ khí: Chùy và xích sắt
- Thứ bậc: Meister Otome
- Chủ nhân: Yukino
- Chức vụ: Thượng tướng
- Tiểu sử: Cực kỳ nóng tính và tin rằng sức mạnh và sự dũng cảm là những gì Otome cần, Haruka là Otome của Yukino Chrysant, tổng thống của vương quốc Aries. Giống như trong Mai-HiME, họ là 1 cặp yuri.

#### Mai
- Tên: Tokiha Mai
- Seiyuu: Nakahara Mai
- Tuổi: 17
- Màu tóc: Cam
- GEM: Fire Stirring Ruby
- Robe: Cam
- Vũ khí: Vòng lửa
- Thứ bậc: Meister Otome (trước là "Five Columns")
- Chủ nhân: Nữ thần mèo Mikoto
- Chức vụ: Bán ramen
- Tiểu sử: Mai là một huyền thoại trong học viện Garderobe, một Otome đã bị gằng xé vì tình yêu và bỏ chạy mất tích ngay trước khi cô được phong cấp thành một trong "Five Columns" - Mai không tự hào lắm về cái huyền thoại này. Khi Mai đến một vùng đất mới, cô gặp Mikoto, nữ thần mèo. Mikoto vô tình nuốt mất viên đá quý của Mai, và trở thành chủ nhân của Mai. Mai vốn là công chúa của nước Zipang, và em cô là Tokiha Takumi, shogun của Zipang, vẫn đang tìm kiếm cô. Takumi có vệ sĩ là Okuzaki Akira, một kunoichi.

#### Nao
- Tên: Juliet Nao Zhang
- Seiyuu: Nanri Yuuka
- Tuổi: 15
- Màu tóc: Đỏ
- GEM: Break String Spinel
- Robe: Xanh lá
- Vũ khí: Móng vuốt
- Thứ bậc: "Five Columns"
- Chủ nhân: Fumi
- Tiểu sử: Nao may mắn được chọn để lấp chỗ trống trong số "Five Columns" mà Mai để lại khi bỏ đi. Tuy nhiên Nao cho rằng mình "xui xẻo", vì cô ta chẳng muốn chức vụ đó.

#### Shiho
- Tên: Shiho Huit
- Seiyuu: Nogawa Sakura
- Tuổi: 15
- Màu tóc: Hồng
- GEM: Spiral Spin Serpentine
- Thứ bậc: Pearl Otome
- Ghét: Nao
- Sở thích: Dùng ma thuật để ám Nao
- Tiểu sử:

#### Erstin
- Tên: Erstin Ho
- Seiyuu: Kuribayashi Minami
- Tuổi: 14
- Màu tóc: Vàng hoe
- Thứ bậc: Coral Otome
- Chủ nhân: Không có
- Tiểu sử: Ho là bạn cùng phòng với Nina và Arika, đến từ nước An Nam. Erstin là người có thể chất yếu đuối, và thường là người hòa giải cho những cuộc cãi lộn của Arika và Nina. Cô là nhân vật duy nhất (?) trong Mai-HiME và Mai-Otome bị chết X<

#### Tomoe
- Tên: Tomoe Marguerite
- Seiyuu: Tanaka Rie
- Tuổi:
- Màu tóc: Xanh lá cây
- GEM: Dark Obsidian
- Robe: Valkyrie
- Thứ bậc: Bị đuổi học
- Chủ nhân: Không có
- Tiểu sử: Cô ta là một trong những nhân vật phản diện của Mai-Otome. Yêu Shizuru.

#### Fumi
- Tên: Himeno Fumi
- Seiyuu:
- Tuổi: ?
- Màu tóc: Hồng
- GEM: Pure White Diamond
- Robe: Trắng
- Vũ khí: Lưỡi hái
- Thứ bậc: Founder (Otome đầu tiên)
- Otome: Natsuki, Shizuru, Nao, Sara, Mahya
- Tiểu sử:

### Các nhân vật khác

#### Mashiro
- Tên: Mashiro Blan de Windbloom
- Seiyuu: Nogami Yukana
- Tuổi: 14
- Màu tóc: Tím
- Chức vụ: Nữ hoàng
- Otome: Arika
- Vật nuôi: Mikoto (mèo)
- Tiểu sử: Không như nhân vật Mashiro trong Mai-HiME, Mashiro có tính cách hoàn toàn thay đổi, và là một trong 3 nhân vật chính của Mai-Otome. Cô là nữ hoàng của vương quốc Windbloom, nhưng do lúc nhỏ bị thất lạc trong một cuộc đảo chính nên nhiều người nghi ngờ không biết có phải Mashiro đúng là nữ hoàng không. Mashiro nhận Arika làm Otome của mình, và cả hai hứa sẽ cùng đạt được ước mơ của mình: Arika thành một Otome nổi tiếng còn Mashiro thành một nữ hoàng được yêu thích.

#### Mikoto
- Tên: Mikoto
- Seiyuu: Shimizu Ai
- Tuổi: 14
- Màu tóc: Đen
- Chức vụ: Nữ thần mèo
- Otome: Mai
- Tiểu sử: Mikoto là chủ nhân của Mai, được người bản xứ gọi là nữ thần mèo. Mashiro có một con mèo cùng tên với Mikoto. (Cả việc "thần mèo" và hai con mèo tên Mikoto đều là trò đùa, bởi trong Mai-HiME Mikoto là một nhân vật có tính cách giống như mèo).

#### Yukino
- Tên: Yukino Chrysant
- Seiyuu: Noto Mamiko
- Tuổi: 16
- Màu tóc: Nâu
- Chức vụ: Tổng thống
- Otome: Haruka
- Tiểu sử:

#### Midori
- Tên: Midori
- Seiyuu: Tamura Yukari
- Tuổi: 17 (ngoại hình)
- Màu tóc: Đỏ
- Vũ khí: Song kiếm
- Chức vụ: Trùm
- Tiểu sử: Lãnh đạo của dân tộc Aswad, và là thần tượng của Mashiro. Tuy không phải là một Otome, Midori có thể chiến đấu ngang ngửa với một Otome. Midori mãi mãi có ngoại hình của tuổi 17 do sử dụng những thiết bị còn sót lại của thời xưa (đây là một trò đùa, vì trong Mai-HiME, nhân vật Midori 24 tuổi nhưng luôn tự nhận mình là 17).

#### M.I.Y.U.
- Tên: Miyu Greer
- Seiyuu: Asai Kiyomi
- Tuổi: 15?
- Màu tóc: Xanh
- Vật nuôi: Alyssa (chim)
- Tiểu sử: Do là một robot nên có thể Miyu trong Mai-Otome chính là nhân vật Miyu trong phần trước. Chim của Miyu có lông trên đầu rất giống kiểu tóc của Alyssa Searrs trong Mai-HiME (đây là một trò đùa, bởi vì nhân vật Alyssa trong Mai-HiME hát rất hay, nên ở đây thành chim).

#### Sergay
- Tên: Sergay Wang
- Seiyuu:
- Tuổi: Khoảng 30
- Chức vụ: sĩ quan Artai
- Tiểu sử: Cha nuôi của Nina, thích trẻ con X(

#### Nagi
- Tên: Nagi Dai Artai
- Seiyuu: Ishida Akira
- Tuổi: 12
- Chức vụ: Hoàng tử
- Tiểu sử:

## Tập phim
- TV series:

1. ユメノ☆アリカ (Dreamy Arika) Akira từ nông thôn ra thành phố, làm quen với Nina, Seirgay và Mashiro.
2. 乙女の園を駆ける疾風!? (A Gust Running Through the Garden of Otome!?) Chứng kiến sức mạnh của Shizuru, Arika thêm quyết tâm trở thành Otome và vào học viện Garderobe.
3. はじめてのケ・イ・ケ・ン (First Time) Để vào trường, Arika phải thử sức với Nina.
4. 炎の転入生!! (Flaming Transfer Student!!) Arika được vào trường. Cô có thêm một vài người bạn mới và một vài kẻ thù mới.
5. 学園と制服とあたし♪ (The Academy, the Uniform and Me♪)Việc học của Arika gặp nguy hiểm bởi bộ đồng phục của cô bỗng nhiên xuất hiện ở một cửa tiệm.
6. ニナ、まかれる…orz (Nina Entangled...orz)Nina, Makareru... orz
7. 蒼の舞／乙女の契り (The Blue Dance/Oath of the Maiden) thời con gái của Ao
8. 運命の軛 (Burden of Destiny)
9. 海ー水着＋遭難＝？ (The Ocean - Swimsuit + Disaster = ?)
10. それが乙女の一大事 (A Serious Otome Matter)
11. HAPPY☆BIRTHDAY
12. 仮面舞踏かい？ (Masquerade?)
13. 茜色の空に… (In the Crimson Sky...)
14. オトメのS・O・S (Otome's SOS)
15. アリカ、泣く。 (Arika -Cries-)
16. 「約束だよ！」 ("It's a promise!")
17. 蒼の舞／想い、散るとき (The Blue Dance/When Dreams Fall)
18. ホワイトアウト (Whiteout)
19. 宿命の17歳 (Fateful 17-year-old)
20. ニーナと呼ばないで (Don't Call me Ni-na)
21. 白き姫、目覚めるとき (When the White Princess Awakens)
22. ホロビノウタ (Song of Destruction)
23. 不思議の谷のアリカ (Arika of the Mysterious Valley)
24. あなたのために…。 (For Your Sake...)
25. 蒼天の乙女 (Maiden of the Blue Sky)
26. Dream☆Wing ～夢の在処 (Dream☆Wing ~Whereabouts of a Dream)

- Zwei:

1. ユメノ☆ツヅキ (Continuation of the Dream)
2. ア・ラ・シの予感 (Premonition of a Storm)
3. 縞の舞／乙女の迷宮 (The Striped Dance/Labyrinth of the Maiden)
4. つながるゆめ (Connecting Dreams)

## OSTs
Mai-Otome có nhạc nền do nữ nhạc sĩ Kajiura Yuki viết.
- OST 1

| Tên tiếng Nhật 1. Otome no Komiriuta 2. Prologue~Yume no Tobira wo Hiraite 3. Otome no Waltz 4. Hajimete no Machi, Suteki na Deai 5. Kibou no Miyako, Windbloom 6. Gokigenyou♥ 7. Sore wo Iu ka Mashiro 8. Kegare naki Itazura 9. Kiyoku, Tadashiku, Takumashiku 10. Karei naru Makimaki-sama 11. Rojiura no Tsuiseki 12. Shimimoku Nibi 13. O・TO・ME Kourin 14. Shukuteki 15. Makenai Kokoro/Orenai Tsubasa 16. Mai 17. Mayonaka no Sanposha 18. MATERIALISE 19. Hajimari no Toki 20. Nisshutsuzuru Tokoro no Tenshi 21. Hana Ichirin no Koi 22. Otome ni naru mon! 23. Shizukana Egao 24. Haha no Komoriuta 25. Hoshi ga Kanaderu Monogatari 26. Oyasuminasai | Tên tiếng Anh 1. Otome's Lullaby 2. Prologue~Opening the Door of Dreams 3. Otome's Waltz 4. The First Town, the Wonderful Encounter 5. Capital of Hope, Windbloom 6. How do you do?♥ 7. Mashiro Said That? 8. A Dirty Prank 9. Noble, Honest, Strong 10. Splendid Makimaki-sama 11. Pursuit in the Alley 12. Permeating Resemblance 13. O・TO・ME Advent 14. Old Enemy 15. Undefeated Heart/Unbreakable Wings 16. Dance 17. Midnight Walk 18. MATERIALISE 19. Beginning of Time 20. Angel of Sunrise 21. One Flower's Love 22. I'll Become an Otome! 23. A Quiet Smile 24. Mother's Lullaby 25. Tale Played by the Stars 26. Good Night |
| | |

- OST 2

| Tên tiếng Nhật 1. Ikusa Otome~Aoi to Kuro Kyousoukyoku 2. Houkago no Manbiya~Akashita no Chikai 3. Oujo no Kuujitsu 4. Sore wo Yaru ka Arika 5. Run!Cat!Run! 6. Lilac~Utsukushiki Chigiri 7. Koigokoro 8. Mou Hitotsu no Happy End 9. Otome no Yuuutsu 10. Kindan no Hanazono 11. Harimegurasareta Kuroi Ito 12. Yami no Shuryousha 13. Mienai Rinjin 14. Himitsu no Tantei Gokko 15. Omachinasa~i! 16. ZIPANG 17. Yume he no Kakehashi 18. Sajin ni Kureyuku 19. Unmei no Kodou 20. Kyuusai to iu Na no Rinryaku 21. Zankokuna Mai/Nozomanu Tatakai 22. Chiisana Doukeshi 23. Hinageshi no Hana no you Ni 24. Sei Otome no Inori 25. Hoshi ga Kanaderu Monogatari 26. Tooki Hi no Komoriuta | Tên tiếng Anh 1. Battle Otome~Blue and Black Rhapsody 2. After School~Oath of Proof 3. Princess' Holiday 4. Arika did that? 5. Run!Cat!Run! 6. Lilac~Beautiful Vow 7. Awakening of Love 8. Another Happy Ending 9. Otome's Melancholy 10. Prohibited Flower Garden 11. Stretching Black String 12. Hunter of Darkness 13. Invisible Neighbour 14. Secret Detective Work 15. Wai~t! 16. ZIPANG 17. Bridge to Dreams 18. Dust at Sunset 19. Palpitations of Fate 20. Relief and Name Invasion 21. Cruel Dance/Desired Battle 22. A Small Jest 23. Like a Red Poppy 24. Holy Otome's Prayer 25. Tale Played by the Stars 26. Distant Day's Lullaby |
| | |

## Bài hát trong anime
- Mở đầu:

"Dream☆Wing" do Kuribayashi Minami thể hiện
"Crystal Energy" do Kuribayashi Minami thể hiện (tập 16-25)
"Takeru Sora/Yuragu Daichi" của Kajiura Yuki (tập 26)
- Kết thúc:

"Otome wa DO MY BEST desho?" do Kikuchi Mika và Koshimizu Ami thể hiện

## Anime liên quan
- Mai-HiME